# Prisomera auscultator
Prisomera auscultator är en insektsart som först beskrevs av Bates 1865.  Prisomera auscultator ingår i släktet Prisomera och familjen Phasmatidae. Inga underarter finns listade i Catalogue of Life.